# Antonella Bellutti
Antonella Bellutti (Bozen, 7 november 1968) is een Italiaans voormalig wielrenster en bobsleester. Op het wereldkampioenschap baanwielrennen 1995 won ze een zilveren medaille en op dat van 1996 een bronzen, beide op de achtervolging. Belluti won een gouden medaille op de achtervolging tijdens de Olympische Spelen van 1996 in Atlanta. In 2000 won ze de olympische titel op de puntenkoers. Na de Spelen van 2000 stopte ze met wielrennen en ging ze zich toeleggen op het het bobsleeën. Belutti werd zevende op de Olympische Winterspelen van 2002 in de tweemansbob, samen met voormalig olympisch kampioen rodelen en stuurvrouw Gerda Weissensteiner.

## Palmares

### baanwielrennen
1994
- Italiaans kampioenschap achtervolging

1995
- Italiaans kampioenschap achtervolging
- Italiaans kampioenschap 500 m tijdrit
- Wereldkampioenschap achtervolging
- 1e wereldbeker Manchester achtervolging

1996
- Italiaans kampioenschap achtervolging
- Italiaans kampioenschap 500 m tijdrit
- Wereldkampioenschap achtervolging
- Olympische Spelen achtervolging
- 1e Wereldbeker Cali achtervolging

1997
- Italiaans kampioenschap achtervolging
- Italiaans kampioenschap 500 m tijdrit
- Italiaans kampioenschap puntenkoers
- Italiaans kampioenschap sprint
- 1e wereldbeker Cali achtervolging
- 1e Wereldbeker Cali puntenkoers
- 1e Wereldbeker Cagliari achtervolging
- 1e Wereldbeker Adelaide achtervolging
- 1e Wereldbeker Athene puntenkoers
- 1e Wereldbeker Fiorenzuola achtervolging
- Europeeskampioenschap omnium

1998
- Italiaans kampioenschap achtervolging
- Italiaans kampioenschap 500 m tijdrit
- 1e wereldbeker Cali achtervolging
- 1e Wereldbeker Cali puntenkoers

1999
- Italiaans kampioenschap puntenkoers
- Italiaans kampioenschap 500 m tijdrit
- Italiaans kampioenschap sprint
- Europees kampioenschap omnium

2000
- Italiaans kampioenschap achtervolging
- Italiaans kampioenschap 500 m tijdrit
- Olympische spelen puntenkoers
- 5e Olympische Spelen achtervolging

### Bobsleeën
2002
- 7e Olympische Spelen 2-mansbob

Wielerploegen van Antonella Bellutti
Bellutti · Biasci · Borghi · Buschor · Calcaterra · Canzonieri · Casagrande · Cassani · Cipollini · Di Basco · Donati · Fagnini · Fornaciari · Frigo · Furlan · Lelli · Martinello · Mazzoleni · Moos · Mori · Pascual · Petito · Poli · Politano · Rodríguez · Runkel · Salmerón · Sánchez · Scirea · Beggi (stagiair) · Commesso (stagiair)
1992: Petra Rossner ·
1996: Antonella Bellutti ·
2000: Leontien van Moorsel ·
2004: Sarah Ulmer ·
2008: Rebecca Romero
1996: Nathalie Lancien ·
2000: Antonella Bellutti ·
2004: Olga Sljoesarjova ·
2008: Marianne Vos
- Gemeinsame Normdatei: 132432358
- World Athletics: 14387114
- International Standard Name Identifier: 0000 0001 1448 1771
- Library of Congress Control Number: no2006118117
- Istituto Centrale per il Catalogo Unico: CFIV233922
- Virtual International Authority File: 75012773
- WorldCat: E39PBJy8txGg794cTGWPgtTrbd